# عبد الفتاح راشد
عبد الفتاح راشد (10 أبريل 1927 - 18 أبريل 2000) هو مغني وملحن مصري.

## حياته
ولد 10 أبريل 1927 بمحافظة الفيوم، أتم فيها دراساته المختلفة ثم التحق بالمعهد العالي للموسيقي العربية وتخرج منه عام 1948، عمل بالتدريس لمدة ثلاث سنوات استقال بعدها وعين وكيلاً للرقابة على الأغاني والتسجيلات بوزارة الثقافة وحصل على تفرغ منها لمدة طويلة من أجل الموسيقى والغناء، مع بداية الخمسينات كانت له مجموعة من الأغنيات، بعضها من تلحينه، وأخرى لحنها له ملحنون آخرون.
كان عبد الفتاح راشد موظفا بادارة الرقابة على المصنفات الفنية ومراقبة النصوص المسرحية وهو حاصل على وسام من جلالة الملك حسين ملك الأردن في ذلك الوقت وكان ايضاً رقيباً فنياً على المسرحيات.

## أعماله

### أغانيه
سبحان ربى «يامن عشقت سناه» كلمات عبد الله شمس الدين - «القلب لما مال» - «ياجميل» ألحان عزت الجاهلى - «الصلاة ع الزين» كلمات نجيب نجم - «ابتسم للدنيا» كلمات إبراهيم أبو زيد - «إلى الديان عودي» كلمات محمد الشهاوى - «باحبك والهوى فاض بى» كلمات عبد اللطيف البسيونى - «جرحنى الرمش» كلمات صلاح محمد على - «حبى لبلدى» كلمات طه شلبى - «رمضان كريم» كلمات حامد حسن الأطمس - «ست العرايس» كلمات زين العابدين عبد الله – «عم يا صياد» كلمات على الشيرازى – «قالتلى وقلت لها» كلمات عبد العزيز سلام – «مصر الامل» كلمات محمد عبده عيسى – «موال الحب» نظم لملوم الباسل – «مصر حلوه» كلمات صلاح فايز – «مسافر ليل» كلمات سمير الطائر – «يابهيه» كلمات ياسر محمد غزاوى – «يارحمن يارحيم» كلمات مصطفى الطائر – «يامن يراه فؤادى» كلمات عبد الله شمس الدين – «ميعادنا بكره» كلمات فتحى قورة – «قصيدة رباه يا ذا العرش» شعر على الفقى.
غنى عبد الفتاح راشد لملحنين آخرين غيره:
بسم الله ماشاء الله «سبحان الله» كلمات نبيل الفكهانى ألحان: رضا حمدى.
«أنت الســبب» كلمات زين العابدين عبد الله الحان محمود كامل
«يا أبو قلب ظريف» من فيلم (بين قلبين) كلمات فؤاد بدوى ولحن فؤاد حلمى
«إبتهال / يا رسول الله» كلمات عبد المحسن الرفاعي
«قلبى هيفرح» كلمات عبد اللطيف البسيونى وألحان: محمد الموجى.
وبعد رحلة غنائية بدأها عندما استمع إليه الموسيقار مدحت عاصم وقدمه للإذاعة التي سجل لها مجموعة ضخمة من الأغنيات معظمها لحنها لنفسه. وواصل مشواره في التلحين لغيره من المطربين مثل: كارم محمود وشهرزاد ومحمد رشدي ومحمد العزبي وأحمد إبراهيم والمنشد الشيخ محمد الطوخي وغيرهم.

### أفلامه
شارك عبد الفتاح الراشد في البطولة الغنائية لعدة أفلام سينمائية من بينها:
فيلم «العرسان الثلاثة» للمخرج حسن حلمي، عام 1947.
فيلم «بين قلبين» للمخرج محمد عبد الجواد، عام 1953.
فيلم «ملكة الليل» للمخرج حسن رمزي عام 1971.
فيلم «دعونا نحب» للمخرج السيد زيادة عام 1975.
فيلم «خفايا الدنيا» للمخرج إبراهيم لاما، عام 1942.
فيلم «ابن الصحراء» للمخرج إبراهيم لاما عام 1942.

## تكريمه
غنى عبد الفتاح راشد في إذاعة الشرق الأدنى بفلسطين وعندما استمع إليه «عبدالله بن الحسين» ملك الأردن طلب حضوره إلي عمان ولذلك استعد لهذه المناسبة بقصيدة كتبها له الشاعر الفلسطيني مصطفى درويش الدباغ بعنوان «يا ابن الحسين» غناها في قصر رغدان بعمان، ولأن الحاضرين استعادوها أكثر من مرة أنعم عليه برتبة «البكوية»، والقى الملك ثلاثة أبيات من الشعر إعجاباً بهذا المطرب ومنحه «وسام الكوكب الأردني». كما حصل علي «وسام الاستحقاق السوري» و«نيشان الافتخار» التونسي و«وسام الاستحقاق اللبناني»، وفي سلطنة عمان كان المطرب المصري الوحيد الذي شارك بالغناء في العيد العشرين للسلطنة، كما سجل مئات الأغنيات للإذاعات العربية.

## وفاته
توفي عبد الفتاح راشد في 18 أبريل 2000 عن عمر يناهز 73 سنة.